# Jānis Timma
Jānis Timma (Krāslava, Letonia, 2 de julio de 1992-Moscú, 17 de diciembre de 2024) fue un jugador de baloncesto letón. Con 2,03 metros de estatura, jugaba en la posición de alero.

## Trayectoria deportiva
Comenzó a jugar al baloncesto en su ciudad natal, y a los 15 años se trasladó a Riga, donde se unió a las categorías inferiores del ASK Riga. En 2011 firmó su primer contrato profesional con el BK Liepājas Lauvas, y al año siguiente firmó un contrato multianual con el BK Ventspils. En su primera temporada llevó al equipo a ganar la Liga Báltica, siendo elegido como mejor jugador de la competición.
Al año siguiente ganó su primera liga letona, siendo elegido MVP de los playoffs.
En julio de 2014 fichó por el VEF Riga, regresando al equipo donde se formó. En el All-Star Game disputado esa temporada fue elegido mejor jugador del partido, tras batir el récord de anotación de este tipo de partidos con 41. Poco después fue elegido mejor jugador joven de la VTB United League.
El 30 de junio de 2015 firmó contrato por dos temporadas con el BC Zenit San Petersburgo.
El 8 de junio de 2017 se hace oficial su fichaje por tres temporadas por el Saski Baskonia.
Tras completar solo una temporada en el Saski Baskonia ficha en julio de 2018 por el Olympiacos B.C. griego.
Desde 2019 a 2021, formaría parte de la plantilla del BK Jimki de la VTB United League.
El 15 de noviembre de 2021, firma por el UNICS Kazan de la VTB United League. Tras ser despedido en diciembre, en enero de 2022 fichó por los Lakeland Magic de la G League, que eran los poseedores de sus derechos en la NBA.
El 23 de diciembre de 2022, firma por los Caciques de Humacao de la Baloncesto Superior Nacional.
El 22 de septiembre de 2023, firma por el Darüşşafaka S.K. de la Basketbol Süper Ligi.
El 18 de febrero de 2024, firma por el Obradoiro CAB de la Liga Endesa hasta el final de la propia temporada 2023-24.

### NBA
Fue elegido en la sexagésima posición del Draft de la NBA de 2013 por Memphis Grizzlies, pero sus derechos fueron traspasados a Orlando Magic, a cambio de Luke Ridnour.

## Fallecimiento
El 17 de diciembre de 2024 encontraron su cuerpo en la entrada de un edificio en el centro de Moscú. Todo parece indicar que el jugador, de 32 años, se había precipitado desde una ventana de la quinta planta del inmueble.